# مصلای نائین
مصلی نائین مربوط به دوره قاجار است و در نائین، باغ مقبره خانوادگی پیر نیا، مشیر الدوله واقع شده و این اثر در تاریخ ۴ آبان ۱۳۶۵ با شمارهٔ ثبت ۱۷۱۹ به‌عنوان یکی از آثار ملی ایران به ثبت رسیده است.